# Rio Gearanta
O Rio Gearanta é um rio da Romênia, afluente do Vedea, localizado no distrito de Teleorman.